# 2824 Franke
2824 Franke è un asteroide della fascia principale. Scoperto nel 1934, presenta un'orbita caratterizzata da un semiasse maggiore pari a 2,3257010 UA e da un'eccentricità di 0,2059030, inclinata di 3,37181° rispetto all'eclittica.